# Lissakovsk
Lissakovsk (en kazakh : Лисаковск, en russe : Лисаковск) est une localité du nord-ouest du Kazakhstan, située dans l'oblys de Kostanaï, sur la rive droite de la Tobol.

## Histoire

### Archéologie
Un cimetière et des traces d’un peuplement de l’Âge du bronze ont été découverts dans la localité en 1984. Ils dates des XVe - XVIIIe siècles av. J. C. et appartiennent aux tribus Andronovo.

Des années de recherche ont révélé 2 000 m3 de vestiges et mis au jour plus de 150 monuments funéraires, sous forme de tumulus et de murs de pierres. Ces découvertes sont caractéristiques des systèmes et idéaux religieux des tribus indo-iraniennes de la moitié du second millénaire av. J.C., vivant dans les zones de steppes du haut Pritobolya.

La collection du musée municipal, qui recèle l’essentiel des découvertes, inclut plus de 200 pièces de vaisselle, 30 bijoux en or, en forme d’anneaux, plus de 40 ornements de bronze (anneaux, bracelets) et des outils en pierre, os et bronze.

Le cimetière de Lissakovsk a révélé plus d'une centaine de structures funéraires. Une idole, de forme anthropomorphique y a été exhumée.

La municipalité soutient les recherches archéologiques et considère la création d’un centre culturel et écologique, « Tumar », dans un but à la fois touristique, éducatif et ethnographique.

### Histoire moderne
Lissakovsk doit son émergence à la découverte en 1949 d’un filon de minerai de fer. Le village accède au statut de ville en 1971.

La construction d’une usine de produits chimiques, commencée au milieu des années 1980 est interrompue par la dislocation de l'URSS.

Au début des années 1990, le complexe minier de Lissakovsk est au bord de la faillite, à cause de baisse brutale de la demande de minerai de fer au Kazakhstan et en Russie. La commune entreprend alors des efforts considérables pour le maintenir à flot et accompagner le développement de nouvelles entreprises.

C’est en 1992 que la commune acquiert le statut fiscal protégé de « zone économique libre ».

## Démographie
L’évaluation de 2013 (36 704 habitants) montre une population en progression par rapport à celle de 2009 (36 622 habitants).
Le recensement de 2010 fait état d'une population constituée de plusieurs groupes ethniques différents tels que Russes (48 %), Kazakhs (24 %), Ukrainiens (16 %), Allemands (6 %), Biélorusses (2 %) et Tatars (1 %). Les autres ethnies (Bachkirs, Mordves, Moldaves et Polonais) comptent individuellement pour moins de 1 % du total.